# Aloe confusa
Aloe confusa é uma espécie de liliopsida do gênero Aloe, pertencente à família Asphodelaceae.